# Leonard Wantchekon
 (août 2021).
Leonard Wantchekon, né en 1956 près de Zagnanado, est un économiste béninois, professeur de sciences politiques et d'économie à l'université de Princeton et directeur fondateur de l’Institut de recherche empirique en économie politique basé au Bénin, lequel se concentre sur la recherche portant sur l’évaluation des politiques publiques.
Secrétaire de l’Association américaine de sciences politiques et directeur de rédaction du Journal for African Development, il a enseigné à l’université Yale (1995-2000) et a été professeur invité au Centre d’études internationales de l’université de Princeton.
Leonard Wantchekon a suivi ses études supérieures au Bénin, au Canada et aux États-Unis. Il a obtenu une maîtrise en économie à l’université Laval et à l'université de la Colombie-Britannique (1992), et un doctorat en économie de l'université Northwestern (1995).
Ses thèmes de recherche portent notamment sur la démocratisation après les guerres civiles, la malédiction des ressources et le clientélisme électoral.
Il est membre du comité technique de l'« Indice Ibrahim » de la Fondation Mo Ibrahim pour le renforcement de la gouvernance en Afrique.

## Publications
- Rêver à contre-courant : autobiographie, L'Harmattan, 2012, p. 20-21  (ISBN 9782296963832)

## Honneurs et distinctions
- 2021 : Doctorat honorifique de l'Université Laval en science économique.